# Distrito de Umachiri
El Distrito peruano de Umachiri es uno de los 9 distritos de la Provincia de Melgar, ubicada en el Departamento de Puno, perteneciente a la Región Puno, Perú. En este distrito fue fusilado Mariano Melgar.

## Capital
Su capital es el poblado de Umachiri.

## Población
Umachiri, según el censo del INEI realizado el 21 de octubre del 2007, tiene una población de 4104 habitantes, de los cuales 634 viven en el sector urbano y 3470 viven en el sector rural.
lugares turísticos de umachiri                                                                                                                                        <!CATEDRAL DE UMACHIRI, TEMPLO COLONIAL
La inteligencia de los jesuitas creador o inventor de las construcciones de la iglesia de umachiri con cimentación de pierdas, adobes a base de barro, paja, enyesado de cal y de otros componentes.
La catedral de umachiri, templo colonial data aproximadamente desde el año 1590, su construcción total abarca de varios años con la colaboración que brindaron la fuerza de trabajo en su construcción los pobladores de la zona.
La catedral de umachiri está ubicada al este de la plaza de mariano melgar, de la población actual de umachiri, capital del distrito, la catedral, está situado sobre una planicie, exteriormente se encuentra dos puertas de construcción antigua, con adobe de hoja, se observa también ventanas, su techo fue de teja colonial y actualmente es de calamina.
Interiormente las cuales atribuyo de tan maravilloso obra de arte, con impresionantes cuadros, lienzos, marcos y tallados de madera coloreado con pan de oro, pintados por la escuela cusqueña de una calidad incomparable, su parecido interiormente es de las mismas características de la catedral principal de la ciudad del Cusco, es digno de confrontar con trabajos efectuados de otras iglesias.
La iglesia de umachiri, entre las más bellas de toda la región está catalogada por los especialistas como una de las más hermosas a nivel nacional. El templo de umachiri sufrió la visita de los amigos de lo ajeno en varias oportunidades, llevándose enseres irrecuperables que eran el patrimonio del pueblo.
AMBIENTES INTERIORES Y EXTERIORES DE LA IGLESIA
SACRISTÍA
Es un ambiente destinado a la preparación del sacerdote, en donde se guarda lo necesario de materiales para la celebración de la eucaristía, y es considerada privada.
PRESBITERIO
Es un ambiente elevado por tres gradas de piedra, es el altar mayor donde se encuentra la Virgen de Asunción, padre San Francisco de Asís, padre Santo Domingo y otros, tiene una mesa de madera, es el sitio donde se realiza la eucaristía efectuado por el sacerdote.
LA NAVE
Tiene la función de congregar y amparar a los fieles, es de grandes dimensiones, tiene un ingreso por la plaza principal, entre el presbiterio y la nave se encuentran varios lienzos.
BAPTISTERIO
	Es un ambiente donde se lleva a cabo el sacramento del bautismo en Semana Santa y está ubicado el Señor de santo sepulcro y otros.
ATRIO
Es el espacio donde se encuentra entre la plaza y el lugar sagrado de la iglesia, tiene la función de realizar el culto a aire libre, celebración de la eucaristía cuando se trata de grandes multitudes y lugar de despedida de los muertos antes de su camino hacia el cementerio.
Reloj solar
El reloj solar es otro atractivo turístico del distrito de umachiri está ubicada al este de la plaza de mariano melgar, de la población actual de umachiri, capital del distrito, el reloj solar esta frente a la catedral, construido de piedras talladas, realmente originales.
El reloj solar del distrito de umachiri es un instrumento usado desde tiempos remotos con el fin de medir el paso de las horas, minutos y segundos (tiempo). En castellano se le denomina cuadrante solar. Emplea las sombras arrojada por un gnomon o estilo sobre una superficie con una escala para indicar la posición del sol en el movimiento diurno. Según la disposición del gnomon y de la forma de la escala se puede medir diferentes tipos de tiempo, siendo el más habitual el tiempo solar aparente. La ciencia encargada de elaborar teorías y reunir conocimiento sobre los relojes del sol se denomina nomónica.
CATARATA O CAÍDA DE AGUA PHUSUWMA
Catarata o caída de agua phusuwma es un fenómeno más bello de la naturaleza, se emplean varios términos para designar este accidente, como caída, salto, cascada, catarata, torrente, rápido o chorro, sin que estén claramente definidos ni científicamente determinados. Algunas caídas de agua se utilizan para generar hidroeléctrica. Catarata o caída del agua de phusuhuma son sistemas dinámicos que varían con las estaciones y con los años su caída es una pendiente aproximadamente 25m. Muy conocidas por su belleza donde las aguas adquieren su mayor velocidad, la anchura más de 26m, el tipo de roca es duro.
Phosuwma está ubicada al sur de la población actual de umachiri, a unos 4 km en la comprensión de la comunidad de umachiri, así mismo tenemos otras caídas de agua en el sector de llanqaqawa y sora algo impresionante.
MONUMENTO A MARIANO MELGAR, BUSTO
El monumento a mariano melgar, es otro de los atractivos turísticos muy importante del distrito de umachiri, está ubicada al centro de la plaza de mariano melgar, de la población actual de umachiri, capital del distrito, está construido la cementación de piedra tallada, original, el monumento de mariano melgar es de mármol. En el monumento textualmente dice: “por gestión del alcalde Max N. valencia 1923, ante la municipalidad provincial de Arequipa” y “a solicitud del párroco y alcalde pbromaxn valencia”. 
MAUSOLEO EN CONMEMORACIÓN DE LA BATALLA DE UMACHIRI
El mausoleo está ubicada al noroeste de la población de umachiri, en donde se encuentra la capilla del apóstol Santiago, hoy todavía existen huellas de sangre petrificada.
MAMITAWAYCO
El cerro de mamitawaico está ubicada al oeste de la población actual de umachiri, capital del distrito, a un kilómetro en la comprensión de la comunidad de umachiri, es un lugar atractivo, que se encuentra la virgen milagrosa de pura piedra. 
Según algunos lugareños cuentan que dé lugar de tantani (llanqaqawa) bajaron tres mujeres, uno se dirigió de qunawiri hacia Ayaviri (virgen de candelaria), el otro se dirigió a Saqrakunka hacia cusco, y el último hacia umachiri que era la virgen milagrosa, antiguamente se adoraba en el cerro Sayhuani especialmente prendiendo velas, actualmente se realiza la fiesta en el mismo lugar cada 28 de octubre. (Ref. Heriberto ccoya).
PAQCHA
La paccha está ubicada al este de la población actual de umachiri a unos 150m, en la comprensión de la comunidad de umachiri, es un lugar atractivo e idilio de formación rocosa con grandes bloques de piedra, en la parte superior se encuentra las tres cruces, y en la parte inferior se encuentra un manantial de donde sale burbujas de agua que antiguamente servía para el consumo de la población y para lavar ropa. Según informaciones de nuestros antepasados. La paqcha está comunicada con las habitaciones subterráneas de la bóveda o chincana.  
PARAJE DE TUKUCITA 
A nuestro modesta opinión no están sencillo hacer un análisis de la toponimia de tukucita, pero según informaciones de nuestros antepasados afirman que tukucita deriva de tukus: aves y cita: encuentro, significa encuentro de aves. El paraje de tukucita está ubicada al sur de la población actual de umachiri, a un kilómetro, en la comprensión de la comunidad umaccollana, al margen izquierdo de la carretera que va al distrito de llalli y el distrito de ocuviri. El paraje de tukucita su superficie es rocoso de enormes bloques de roca, accidentado fragoso y extraño; antiguamente.              
```
LA TORRE HUAYCHO DE UMACHIRI
```

La torre huaycho o campanario del templo del distrito de umachiri, está ubicado al este de la plaza mariano melgar de la población actual de umachiri capital del distrito, está situado en la intersección de los Jr. Manco capac y puno, exteriormente se encuentra una pequeña puerta de dos hojas, al madia altura se encuentra una ventana, el techo es de calamina e interiormente se encuentra una escalera de adobe gastado por el uso.
La torre huaycho o campanario del templo es una asombrosa construcción de adobe, cal y otros, de una base de piedras bien establecidas de 7•8 metros lineales, de una altura aproximada de 25 metros lineales se encuentra ubicadas las 5 campanas; la campana principal cuyo campaneo, sonido, antiguamente retumbaba diariamente hasta umasi, chuquibambilla, sora, paylla y otros, actualmente una campana se cayó rajada, la segunda fue robada por los chilenos en la guerra con chile, quien era similar a María Angola, cuyos tañidos alcanza a un aproximado de 7 a 8 kilómetros a la redonda, que asombraba a propios y extraños, por ser una construcción excepcional.
Cuenta la leyenda, que en su cimentación de los cuatro costados se encuentran 4 personas, colocados para que la torre pueda resistir el paso de los años sólido y erguido, tal parece que así es, porque el templo no agrieta su estructura.
QAQINKURANI
El cerro qaqincurani está ubicado al oeste de la población actual de umachiri, a dos kilómetros en la comprensión de la comunidad de umachiri, donde se observa las cuevas que viven los qaqinkuras.
Mawkallaqta
Mawkallaqta es una ciudadela imponente de construcción pétrea y sólida, se observa construcciones circulares, rectangulares con las puertas angostas pero bastantes altas, se cree que eran tambo, lugar donde se almacenaban alimentos.
Mawkallaqta es denominación toponímica, usada en época de incas, para designar viejos conjuntos urbanos: mawkallaqta se encuentra en todos sectores donde hubo una cultura anterior a la inca.
Etimologías:
“mawka”: viejo
“llaqta”: pueblo
Significa: pueblo viejo 
Mawkallaqta está ubicado en la jurisdicción de la comunidad de umasi, del distrito de umachiri de la provincia de melgar del departamento de puno. La distancia de mawkallacta está a unos 4 kilómetros la este de la población actual de umachiri, capital del distrito.
Mawkallaqta está situada en una quebrada de cerros aproximadamente en dos hectáreas de terrenos en este quebrada están las ruinas, compuestas aproximadamente más de 60 habitaciones, la mayor parte de chullpas de bases circulares grandes, algunas chullpas de base rectangulares grandes y medianos, hay un salón que mide: 27 m de largo y 9 m de ancho aproximadamente que debió servir como para planear un ataque militar, festejar algunas conquistas. Se observa un puesto de vigilancia de piedra. En la actualidad, las ruinas están casi ocultas por los cerros que rodean.
PLAZA
No existe, pero hay un espacio abierto entre las chullpas.
CALLES
Se observa una calle principal que baja de arriba hacia abajo juntamente con pequeño río con agua permanente durante el año. 
INTERIORES
Hay barias chullpas, estos no están cerrados generalmente de todos sus lados, existe patios que se comunican con otros patios y chullpas. 
PLANTAS 
Son aislados, una sola habitación, sin comunicación interior con los demás que forman el grupo de chullpas.
PUERTAS
Tiene una sola puerta principal, angosta y alta aproximadamente mide: 2.50m. Y de ancho 0.65m.
VENTANAS 
En cada una de las habitaciones varía el número de ventanas, pero en una habitación se parecía hasta 9 ventanas, aproximadamente mide: de largo 0.40m.y de alto 0.35m.
TECHOS 
Ya no existe el techo, se cree que era de paja y palos, que son abundantes en ese sector.
MUROS
El material empleado en la construcción de los muros, es piedras distribuidos alternadamente y entrabadas, achatadas, cuadradas y cuñas. El barro liga estas piedras de diversas formas, y va desapareciendo con las aguas de lluvia, dejando en descubierto el espacio rellenado, por donde empieza la destrucción
DIMENSIONES  
Varían estas, tanto en las bases como en las alturas y el grosor aproximadamente mide: 0.55m. De grosor de muro. Se cree que su población era netamente guerrero hasta hoy es sorprendente para propios umachireños y visitantes.

## Historia
En 1925 se cambió el nombre de Provincia de Ayaviri por el de Provincia de Melgar en honor del prócer Mariano Melgar Valdiviezo quien ofrendó su vida en aras de la independencia del Perú en la Batalla de Umachiri.
El nombre de Umachiri proviene de dos voces quechuas, UMA que significa líder o cabeza y CHIRI por su ubicación cumbre más frígida por donde siempre corre el viento hasta en la actualidad. Llegando a significar en quechua cabeza fría Este distrito fue creado el treinta de agosto de 1826 como Distrito siendo gobernante por aquel entonces el GENERAL SIMÓN BOLÍVAR separándose así de la provincia de Lampa, junto a ellas han sido creados los distritos de Macari, Santa Rosa, Llalli y otros.

## Autoridades

### Municipales
- 2023 - 2026[2]
  - Alcalde: Abg. Martin Huamán Lima

### Judiciales
Juez de Paz de Primera Nominación
- Prof. Tomás Challco Acrota

Juez de Paz de Segunda Nominación
- Bach. Marco Ángel Ccajia Calsina